# Alireza Beiranvand
Alireza Safar Beiranvand (en persa: علیرضا صفر بیرانوند‎; Sarab-e Yas, Lorestán, 21 de septiembre de 1992) es un futbolista iraní. Juega como guardameta en el Tractor S. C. de la Iran Pro League.
Creció en una familia nómada de etnia laq (kurda). En 2017, se convirtió en el primer iraní en ser nominado para el premio The Best FIFA. Terminó en el noveno lugar de la categoría «mejor guardameta del año».

## Selección nacional
Ha sido internacional con la selección de fútbol de Irán en 80 ocasiones.

### Participaciones en Copas del Mundo
| Mundial                        | Sede  | Resultado      | Partidos | Goles |
| ------------------------------ | ----- | -------------- | -------- | ----- |
| Copa Mundial de Fútbol de 2018 | Rusia | Fase de grupos | 3        | 0     |
| Copa Mundial de Fútbol de 2022 | Catar | Fase de grupos | 2        | 0     |

### Participaciones en Copas Asiáticas
| Copa                             | Sede      | Resultado        | Partidos | Goles |
| -------------------------------- | --------- | ---------------- | -------- | ----- |
| Campeonato Sub-19 de la AFC 2010 | China     | Fase de grupos   | ?        | 0     |
| Campeonato Sub-22 de la AFC 2013 | Omán      | Fase de grupos   | ?        | 0     |
| Copa Asiática 2015               | Australia | Cuartos de final | 0        | 0     |
| Copa Asiática 2019               | EAU       | Semifinales      | 6        | 0     |
| Copa Asiática 2023               | Catar     | Semifinales      | 6        | 0     |

## Clubes
| Club                    | País     | Año       |
| ----------------------- | -------- | --------- |
| Naft Teherán F. C.      | Irán     | 2010-2016 |
| Persépolis F. C.        | Irán     | 2016-2020 |
| Royal Antwerp F. C.     | Bélgica  | 2020-2022 |
| Boavista F. C. (cedido) | Portugal | 2021-2022 |
| Persépolis F. C.        | Irán     | 2022-2024 |
| Tractor S. C.           | Irán     | 2024-     |

## Palmarés

### Campeonatos nacionales
| Título            | Club             | País | Año  |
| ----------------- | ---------------- | ---- | ---- |
| Iran Pro League   | Persépolis F. C. | Irán | 2017 |
| Supercopa de Irán | Persépolis F. C. | Irán | 2017 |
| Iran Pro League   | Persépolis F. C. | Irán | 2018 |
| Supercopa de Irán | Persépolis F. C. | Irán | 2018 |
| Iran Pro League   | Persépolis F. C. | Irán | 2019 |
| Copa Hazfi        | Persépolis F. C. | Irán | 2019 |
| Supercopa de Irán | Persépolis F. C. | Irán | 2019 |
| Iran Pro League   | Persépolis F. C. | Irán | 2020 |

### Distinciones individuales
| Distinción                                                                   | Año  |
| ---------------------------------------------------------------------------- | ---- |
| Mejor portero del año de la Iran Pro League                                  | 2015 |
| Parte del equipo del año de la Iran Pro League                               | 2015 |
| Mejor portero del año de la Iran Pro League                                  | 2017 |
| Parte del equipo del año de la Iran Pro League                               | 2017 |
| Mejor portero del año de la Iran Pro League                                  | 2018 |
| Parte del equipo del año de la Iran Pro League                               | 2018 |
| Mejor jugador de la ida de las semifinales de la Liga de Campeones de la AFC | 2018 |
| Parte del once ideal de la Liga de Campeones de la AFC según los aficionados | 2018 |
| Parte del once ideal de la Liga de Campeones de la AFC según Opta Sports     | 2018 |
| Futbolista del año en Irán                                                   | 2019 |
| Mejor portero del año de la Iran Pro League                                  | 2019 |
| Parte del equipo del año de la Iran Pro League                               | 2019 |
| Mejor futbolista iraní de la historia de las Copas del Mundo                 | 2020 |